# Richard Janno
Richard Janno (Pseudonyme Juhan Pahlbärk, Eduard Lilienthal, Tristan, Koterman, * 29. Dezember 1899jul. / 10. Januar 1900greg. in Tallinn; † 29. Dezember 1942 in Elva) war ein estnischer Schriftsteller.

## Leben
Janno ging bis 1919 in Tallinn zur Schule und nahm anschließend als Freiwilliger am Estnischen Freiheitskrieg teil. Von 1919 bis 1921 studierte er an der Universität Helsinki, von 1921 bis 1928 an der Universität Tartu jeweils in der philosophischen Fakultät, ohne jedoch einen Abschluss zu machen. Gleichzeitig arbeitete er von 1922 bis 1927 als Estnischlehrer an einem Gymnasium in Tartu. Seit 1928 war er Feuilletonist bei der Zeitung Postimees. 1936 wurde bei ihm Tuberkulose diagnostiziert und er zog nach Elva, wo er bis zu seinem Tode freiberuflich lebte.

## Werk
Janno debütierte 1929 mit einem Roman, der im studentischen Milieu spielt und den zweiten Preis beim Romanwettbewerb des Loodus-Verlags erhielt. Hierin holt ein von der gemeinsamen Urverwandtschaft begeisterter Este einen Mordwinen nach Tartu, „um ihn dort zu einem in seinen Augen zivilisierten Menschen zu machen.“ Der Roman erschien 1930 auch in finnischer Übersetzung. Seinen nächsten Romanen wird, wie auch teilweise schon seinem Debüt, „feuilletonistische Leichtigkeit“ bescheinigt. Ferner verfasste Janno auch zwei Kriminalromane, Der blaue Umschlag (1931) und Hinterrücks (1933).
Seinen größten Erfolg hatte er jedoch in der Jugendliteratur, wo er als einer der „reifesten Realisten neben Jüri Parijõgi“ gesehen wird. Insbesondere seine Erzählung Die Fußballjungs (1935) wurde gelobt und auch „für erwachsene Leser interessant“ genannt sowie mit Oskar Luts verglichen.

## Auszeichnungen
- 1929 Zweiter Preis beim Romanwettbewerb des Loodus-Verlags.

## Bibliografie

### Romane und Erzählungen
- Metsmees ('Der Wilde'). Tartu: Loodus 1929. 216 S.
- Neitsi Maaria ('Die Jungfrau Maria'). Tartu: Loodus 1930. 112 S.
- Sinine ümbrik ('Der blaue Umschlag'). Tartu: Postimees 1931. 153 S.
- Valeraha ('Falschgeld'). Tartu: Postimees 1933. 217 S.
- Selja tagant ('Hinterrücks'). Tartu: Loodus 1933. 160 S.
- Kaks ja üksainus ('Zwei und ein einziges'). Tartu: Eesti Kirjastuse Kooperatiiv 1937. 171 S.

### Kinder- und Jugendliteratur
- Kuningas Toom ('König Toom'). Tallinn: Eesti Õpetajate Liit 1931. 92 S.
- Vutimehed ('Die Fußballjungs'). Tartu: Eesti Kirjastuse Kooperatiiv1935. 150 S.
- Kassisaba poisid ('Die Jungs vom Katzenschwanz'). 1942, jedoch erst 1974 gemeinsam mit der vierten Auflage der Fußballjungs erschienen.